# Carlos I de Baden
Carlos I de Baden (1427 - Pforzheim, 24 de febrero de 1475) fue margrave de Baden-Baden en el período 1454-1475.
Carlos era el hijo mayor de Jacobo I de Baden-Baden y su esposa Catalina, hija de Carlos II, duque de Lorena. Gobernó junto a su piadoso hermano Bernardo II hasta el fallecimiento de este en 1458. Carlos de Baden se vio implicado en la Guerra de Baviera (1459–63) contra Federico I, Elector Palatino. Esta guerra terminó en el mismo año con la derrota de Carlos y su captura en la batalla de Seckenheim (junio de 1462). 

## Matrimonio y descendencia
El 1 de julio de 1447 se casó con Catalina de Austria (1423 - 11 de septiembre de 1493), hija del archiduque Ernesto el Férreo. Tuvieron seis hijos:
1. Catalina (15 de enero de 1449 - antes del 8 de mayo de 1484), se casó el 19 de mayo de 1464 con el conde Jorge III de Werdenberg-Sargans
2. Zimburga (15 de mayo de 1450 - 5 de julio de 1501), se casó el 19 de diciembre de 1468 con el conde Engelberto II de Nassau-Dillenburg
3. Margarita (1452-1495), abadesa de Lichtenthal
4. Cristóbal I de Baden-Baden (13 de noviembre de 1453 - 19 de abril de 1527)
5. Alberto de Baden-Hachberg (1456-1488)
6. Federico (9 de julio de 1458 - 24 de septiembre de 1517), Obispo de Utrecht